# إيليريكوم
إيليريكوم هي مقاطعة رومانية تواجدت غرب البلقان في ضفاف البحر الأدرياتيكي، أنشأت في سنة 27 ق م. هذه كانت مكونة من إيليريا ودالماسيا، كانت تمتد من سلوفينيا حالياً إلى ألبانيا.